# Pål-Anderstjärnen
Pål-Anderstjärnen är en sjö i Strömsunds kommun i Jämtland och ingår i Indalsälvens huvudavrinningsområde. Sjön har en area på 0,0734 kvadratkilometer och ligger 346,9 meter över havet.

## Delavrinningsområde
Pål-Anderstjärnen ingår i det delavrinningsområde (707441-146173) som SMHI kallar för Ovan Kroktjärnbäcken. Medelhöjden är 352 meter över havet och ytan är 54,33 kvadratkilometer. Räknas de 97 avrinningsområdena uppströms in blir den ackumulerade arean 714,73 kvadratkilometer. Ammersån som avvattnar avrinningsområdet har biflödesordning 2, vilket innebär att vattnet flödar genom totalt 2 vattendrag innan det når havet efter 232 kilometer. Avrinningsområdet består mestadels av skog (60 procent) och sankmarker (34 procent). Avrinningsområdet har 0,53 kvadratkilometer vattenytor vilket ger det en sjöprocent på 1 procent.